# Tipula hintoniana
Tipula hintoniana är en tvåvingeart som beskrevs av Alexander 1968. Tipula hintoniana ingår i släktet Tipula och familjen storharkrankar. Inga underarter finns listade i Catalogue of Life.